# Diamanti (Ginevra)
| Recensione | Giudizio |
| ---------- | -------- |
| Newsic     | 7/10     |
| Rockit     | Positivo |
| Rockol     | 7,5/10   |

Diamanti è il primo album in studio della cantautrice italiana Ginevra, pubblicato il 14 ottobre 2022.
L'album è stato inserito all'undicesimo posto nella lista dei migliori album italiani dell'anno secondo Rolling Stone Italia.

## Descrizione
In merito al disco Ginevra ha dichiarato:

## Tracce
Testi di Ginevra Lubrano, musiche di Ginevra Lubrano e Francesco Fugazza, eccetto dove indicato.
1. Oceano – 3:22
2. Torino – 2:56
3. Asteroidi – 2:52 (testo: Ginevra Lubrano, Alessandro Mahmoud e Riccardo Schiara – musica: Ginevra Lubrano, Alessandro Mahmoud, Riccardo Schiara, Francesco Fugazza e Marcello Grilli)
4. Anarchici – 4:10 (musica: Ginevra Lubrano, Francesco Fugazza e Marco Fugazza)
5. Briciole – 3:14 (musica: Daniele Mungai, Daniele Dezi, Francesco Fugazza e Marco Fugazza)
6. Diamanti – 3:44
7. Calamite – 3:12
8. Amuleto (con Arashi) – 2:58 (testo: Ginevra Lubrano e Riccardo Schiara – musica: Ginevra Lubrano, Riccardo Schiara, Francesco Fugazza e Marco Fugazza)
9. Limbo – 3:28
10. Club – 4:10 (musica: Ginevra Lubrano, Francesco Fugazza e Marco Fugazza)
11. Ragnatele – 3:43 (musica: Ginevra Lubrano, Ermanno Bizzoni e Seck Abdoulaye)
12. Cigno – 4:00